# Klis
Klis (tyska: Chliss, italienska: Clissa) är en stad i det dalmatiska inlandet i Kroatien. Orten, som har 2 621 invånare (2001) och ligger i Split-Dalmatiens län, ligger närheten av en medeltida borg som bär samma namn som staden. 

## Historia
Klis var under 800-talet dynastin Trpimirovićs säte och därmed en av de viktigaste orterna i det medeltida kroatiska furstendömet Dalmatien. 1537 intogs staden av osmanerna. 1596 befriades staden kortvarigt men föll sedan åter i osmanernas händer. 1648 intogs staden av venetianarna. Därefter inlemmades staden i det Habsburgska riket.

## Klis i fiktion
Klis har använts som inspelningsplats för den prisbelönta TV-serien Game of Thrones. 